# Moussa Sissoko
Moussa Sissoko (Le Blanc-Mesnil, 16 d'agost de 1989) és un futbolista internacional francès que juga pel Watford de la Premier League.
El 13 de maig de 2014, l'entrenador de la selecció francesa Didier Deschamps el va incloure a la llista final de 23 jugadors que representaran França a la Copa del Món de Futbol de 2014.